# Oleg Czyżewski

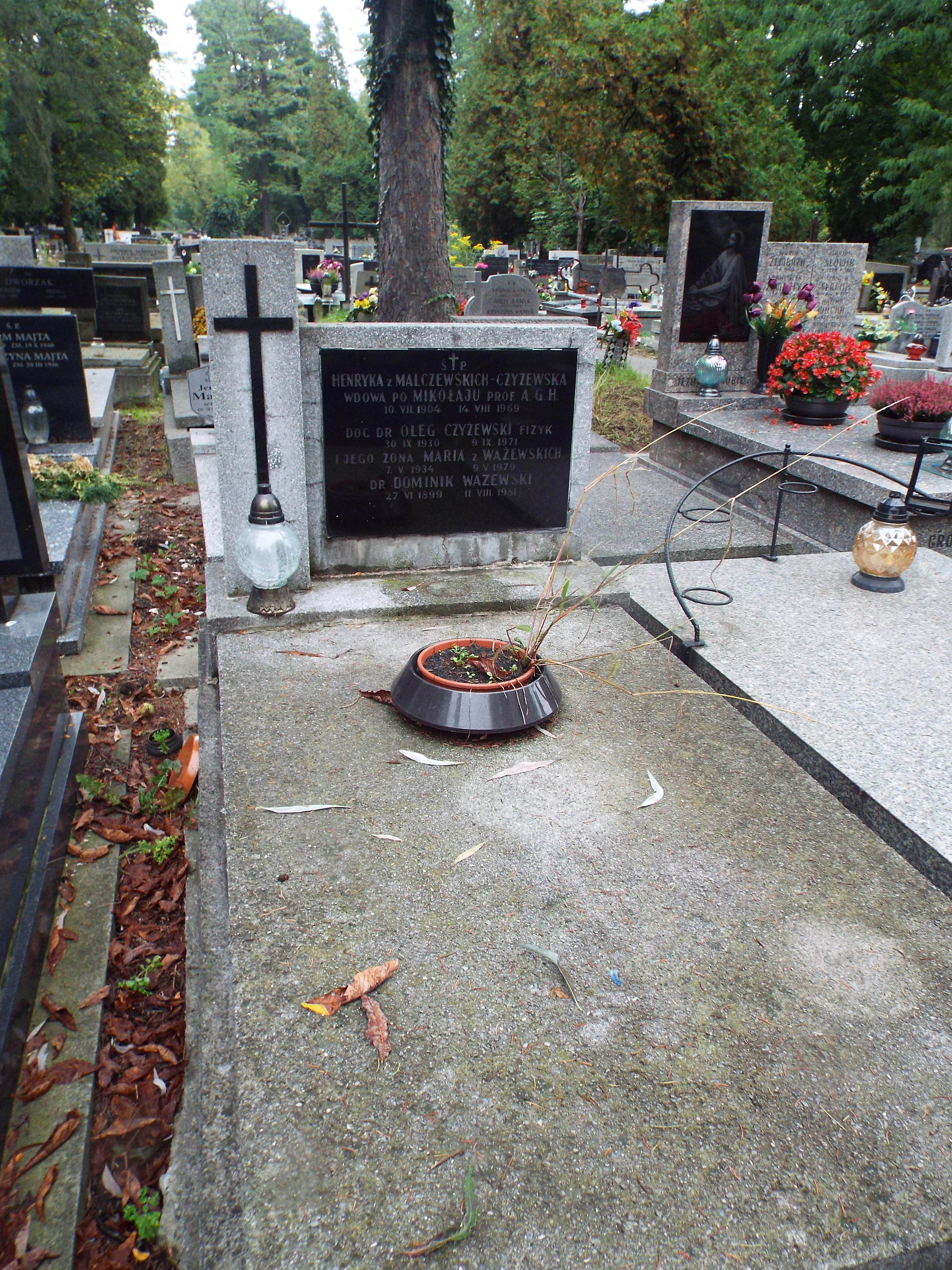
Grób O. Czyżewskiego

Oleg Czyżewski (ur. 30 września 1930 w Krakowie, zm. 9 września 1971 w Genewie) – fizyk, radioastronom, speleolog i instruktor taternictwa jaskiniowego.

## Biografia
Oleg Czyżewski urodził się 30 września 1930 w Krakowie. Stopień doktora nauk matematyczno–fizycznych nadany przez Radę Wydziału Matematyki, Fizyki i Chemii UJ otrzymał 19 października 1961, docentura w 1966 roku. Był pracownikiem Instytutu Fizyki Jądrowej Polskiej Akademii Nauk w Krakowie Bronowicach. Przyczynił się do rozwoju Obserwatorium Astronomicznego Uniwersytetu Jagiellońskiego. W latach 60. XX wieku przebywał w Zjednoczonym Instytucie Badań Jądrowych w Dubnej w ZSRR, gdzie pracując na komorze propanowej badał wraz z Marianem Danyszem oddziaływanie protonów z jądrami węgla. Po powrocie w 1963 roku nawiązał współpracę z CERN-em. W 1968 roku wygłosił referat w Wiedniu dotyczący wysoko–krotnych oddziaływań.
Uprawiał alpinizm jaskiniowy. Należał najpierw do krakowskiego Klubu Grotołazów, a następnie współtworzył Krakowską Sekcję Taternictwa Jaskiniowego. Skonstruował aparat powietrzny, z którym dokonał pierwszego w Polsce nurkowania swobodnego w Jaskini Bystrej w 1956 roku. Uczestniczył w wyprawach odkrywczych w jaskiniach tatrzańskich (m.in. Jaskinia Zimna, Jaskinia Kasprowa Niżnia, Jaskinia Miętusia, Jaskinia Ciasna) i innych. Był też instruktorem alpinizmu jaskiniowego. Publikował na łamach czasopism „Grotołaz” i „Taternik”. Zmarł nagle w Genewie 9 września 1971 roku, po nocnym dyżurze, w czasie eksperymentu naukowego w CERN-ie. Pochowany w Krakowie na cmentarzu Rakowickim.
Był żonaty z Marią z Ważewskich, miał pięcioro dzieci.

## Nagrody
- 1968 – Nagroda Naukowa im. Wojciecha Rubinowicza[7]